# Schweizerische Nationalphonothek
Die Schweizerische Nationalphonothek (italienisch Fonoteca nazionale svizzera, französisch Phonotèque nationale suisse, rätoromanisch Fonoteca naziunale svizra) ist das Tonarchiv der Schweiz mit Sitz in Lugano. Ihr Auftrag besteht darin, Tonträger zu sammeln, die einen Bezug zur Geschichte und Kultur der Schweiz haben, sie zu erschliessen und für die Benutzung bereitzustellen. Sie erfüllt damit bezüglich Audioaufnahmen eine ähnliche Funktion wie die Schweizerische Nationalbibliothek im Bereich des Schrifttums. Die Nationalphonothek ist seit 2016 organisatorisch Teil der Schweizerischen Nationalbibliothek. Die Sammlung verfügt über mehr als 500‘000 Tonträger; jährlich kommen 20–25'000 Tondokumente dazu (Stand 2018).
Die Institution ist Mitglied in der Internationalen Vereinigung der Schall- und audiovisuellen Archive (IASA) und der Audio Engineering Society (AES). Des Weiteren ist die Schweizerische Nationalphonothek Mitglied der Association for Recorded Sound Collections (ARSC) und der International Association of Music Libraries, Archives and Documentation Centres (IAML).

## Geschichte
Zwischen der Idee für eine schweizerische Phonothek und der tatsächlichen Gründung lagen 15 Jahre. Bereits 1972 regte Robert Wyler an, der in der Schweizerischen Landesbibliothek für Sondersammlungen zuständig war, dass eine Phonothek für die Schweiz eingerichtet werden sollte. Auch Hans-Rudolf Dürrenmatt, der Leiter der Musikabteilung der Zentralbibliothek Solothurn, forderte 1976 eine Phonothek. Diese Position vertraten die beiden auch in der Phonothekenkommission der Vereinigung Schweizerischer Bibliothekare und der Schweizerischen Vereinigung für Dokumentation. Im nach dem Nationalrat Gaston Clottu benannten Clottu-Bericht (Offizieller Titel „Eléments pour une politique culturelle suisse“) von 1975 wurde die Verwirklichung einer Phonotek empfohlen. 1980 legte eine Arbeitsgruppe des Bundesamtes für Kulturpflege einen Bericht zur geplanten schweizerischen Nationalphonothek vor, der auch schon den Entwurf einer Stiftungsurkunde enthielt. Ein entsprechender Antrag des Eidgenössischen Departement des Innern beim Bundesrat wurde aber wegen finanzieller Hürden zurückgezogen. 1982 bewilligte der Bundesrat eine Anschubfinanzierung von 120‘000 Franken. Die Stadt Lugano stellte das ehemalige Radiostudio der Stadt für das Projekt kostenlos zur Verfügung.
1984 wurde der „Aufbauverein Schweizerische Nationalphonothek“ gegründet, dessen Aufgabe der Aufbau der Phonothek sein sollte mit dem Ziel, diese später an die Schweizerische Landesbibliothek zu übergeben. Zusätzlich zur Anschubfinanzierung des Bundes trugen die Schweizer Genossenschaft der Urheber und Verleger von Musik (SUISA) 100‘000 Franken und die Stadt Lugano einen Kredit von 163‘000 Franken für den bis 1985 erfolgten Umbau des Radiostudios bei. 1987 wurde der Verein in eine privatrechtliche Stiftung umgewandelt. Neben dem Kanton Tessin und der Stadt Lugano beteiligten sich auch die Schweizerische Radio- und Fernsehgesellschaft (SRG) sowie die Verwertungsgesellschaften SUISA, SIG und IFPI an der Stiftung. Im Jahr 2007  wurde der deutsche Name von Landesphonothek in Nationalphonothek geändert.
Bereits im Jahr 2001 zog die Landesphonothek in Lugano in das Centro San Carlo um.
Mit der Eingliederung in die Bundesverwaltung, die der Bundesrat am 28. November 2014 mit der Verabschiedung der Kulturbotschaft 2016–2020 beschloss, wurde die Stiftung mit Wirkung zum 1. Januar 2016 aufgelöst. Das Tonarchiv wurde unter der Aufsicht des Bundesamts für Kultur als "Sektion Schweizerische Nationalphonothek" in die Schweizerische Nationalbibliothek eingegliedert. Neben der Bundessubvention von zuletzt 1,6 Millionen Franken erhielt die Phonothek bis anhin Betriebsbeiträge vom Kanton Tessin (290‘000 Franken) und von der Stadt Lugano (170‘000 Franken). Diese Unterstützung wird weitergeführt.
Zum ersten Direktor 1984 gewählt wurde Kurt Deggeller. Im Jahr 1998 wurde Pio Pellizzari Direktor der Institution. Nach Pio Pellizzaris Pensionierung übernahm im März 2019 Günther Giovannoni die Leitung der Nationalphonothek.

## Sammlungen
Die Nationalphonothek sammelt Tonträger mit
- Werken von Schweizer Komponisten und Autoren
- Aufnahmen von Schweizer Interpreten
- Werke, die von Schweizer Unternehmen veröffentlicht wurden

Die Sammeltätigkeit der Nationalphonothek begann 1986. Dank der Übernahme verschiedener bestehender Sammlungen und von Nachlässen sind jedoch auch zahlreiche Tonträger aus früherer Zeit verfügbar.
Zur heutigen Sammlung gehören
- Produkte der Schallplattenindustrie (soweit sie von Verlegern, Produzenten, Autoren und Interpreten freiwillig der Nationalphonothek übergeben wurden; in der Schweiz besteht keine gesetzliche Ablieferungspflicht für veröffentlichte Tonträger)
- Aufnahmen historischer Radiosendungen (1932 bis zirka 1955)
- Tondokumente aus der wissenschaftlichen Forschung
  - Linguistik
  - Oral History
  - Ethnographie
  - Anthropologie
- Depositum der SUISA mit Tonträgern, deren Rechte die SUISA verwaltet
- ältere Tonträgerbestände der Schweizerischen Nationalbibliothek
- diverse Bestände und Nachlässe von Einzelpersonen und Körperschaften
- Hörbücher[11]

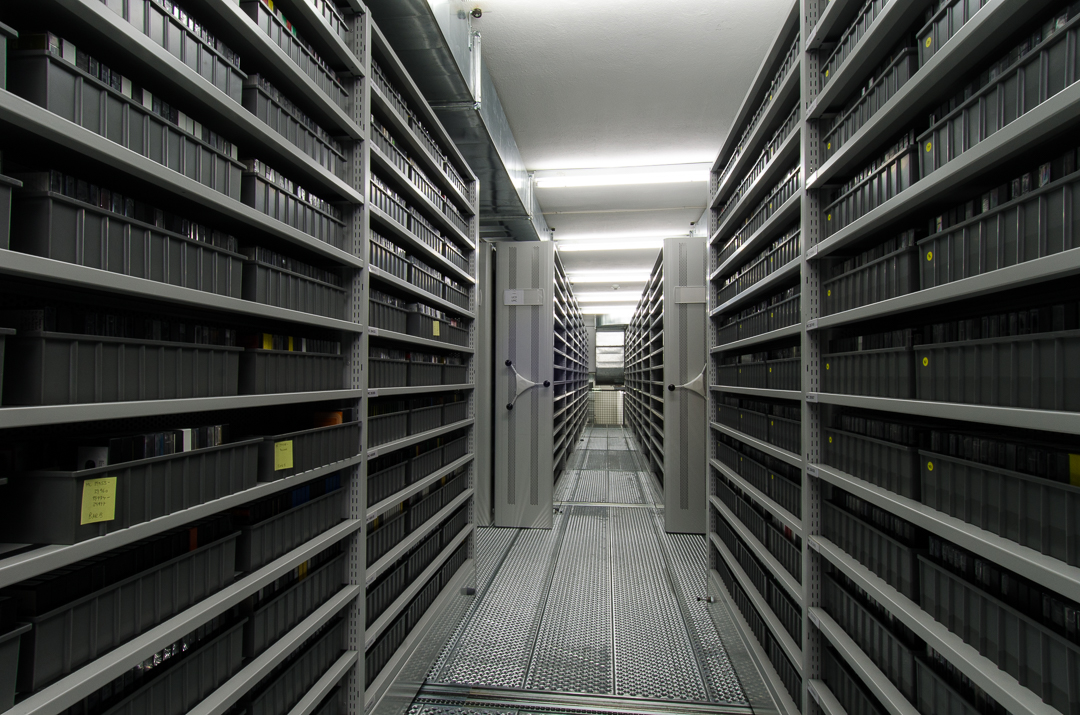
Das physische Archiv
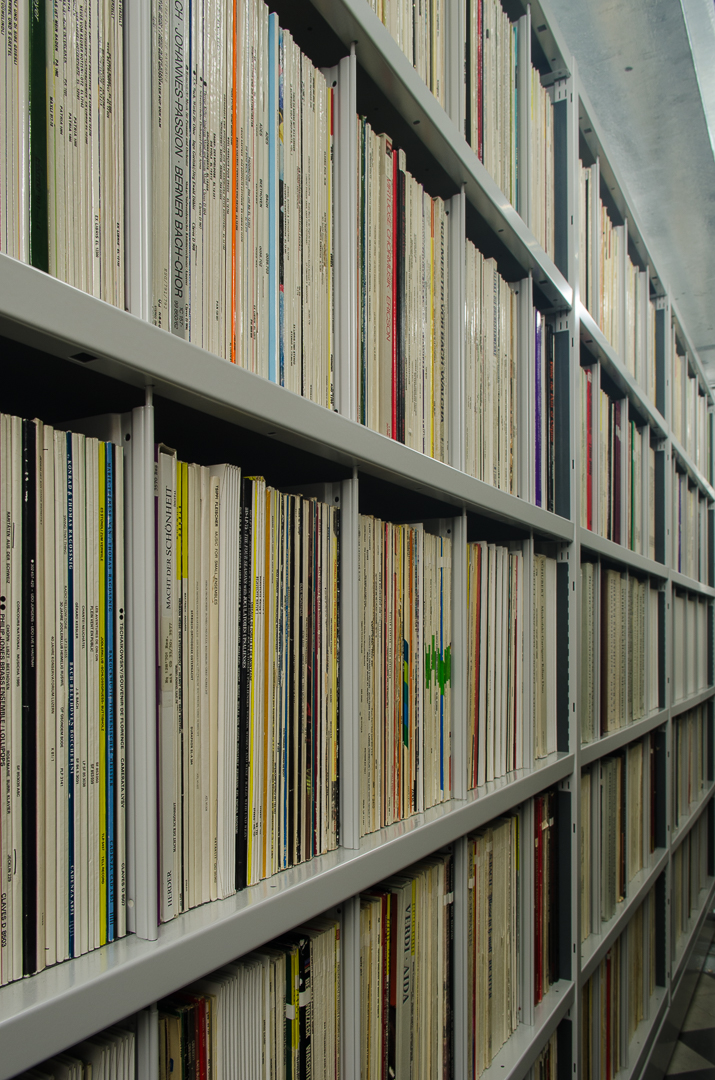
LPs
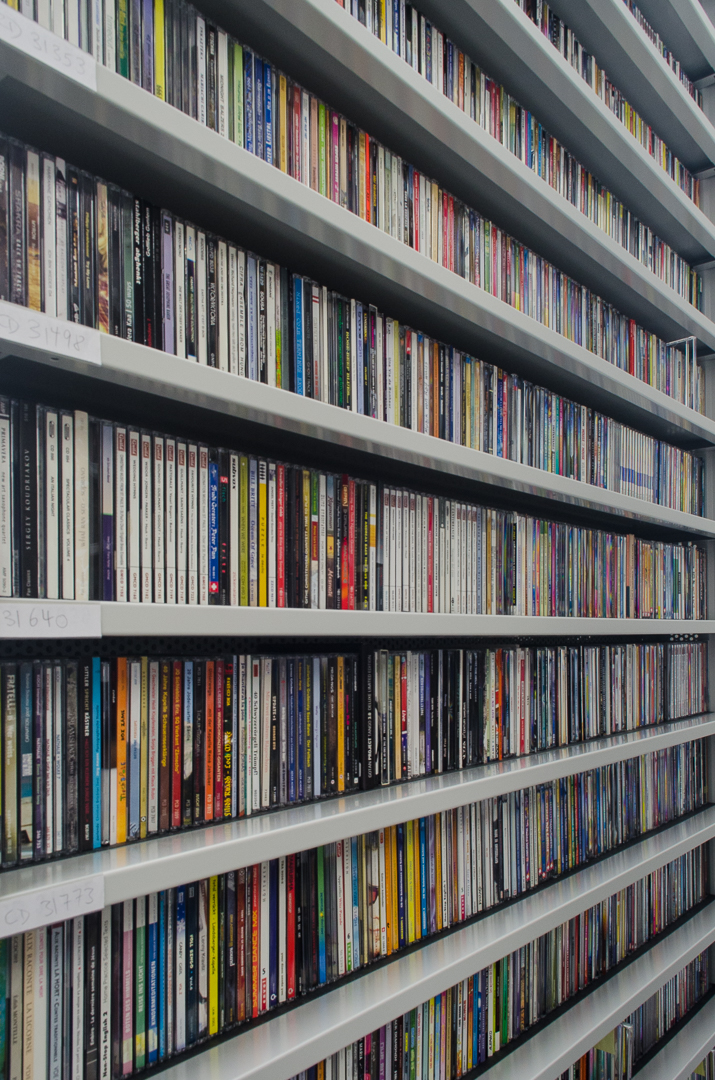
CDs
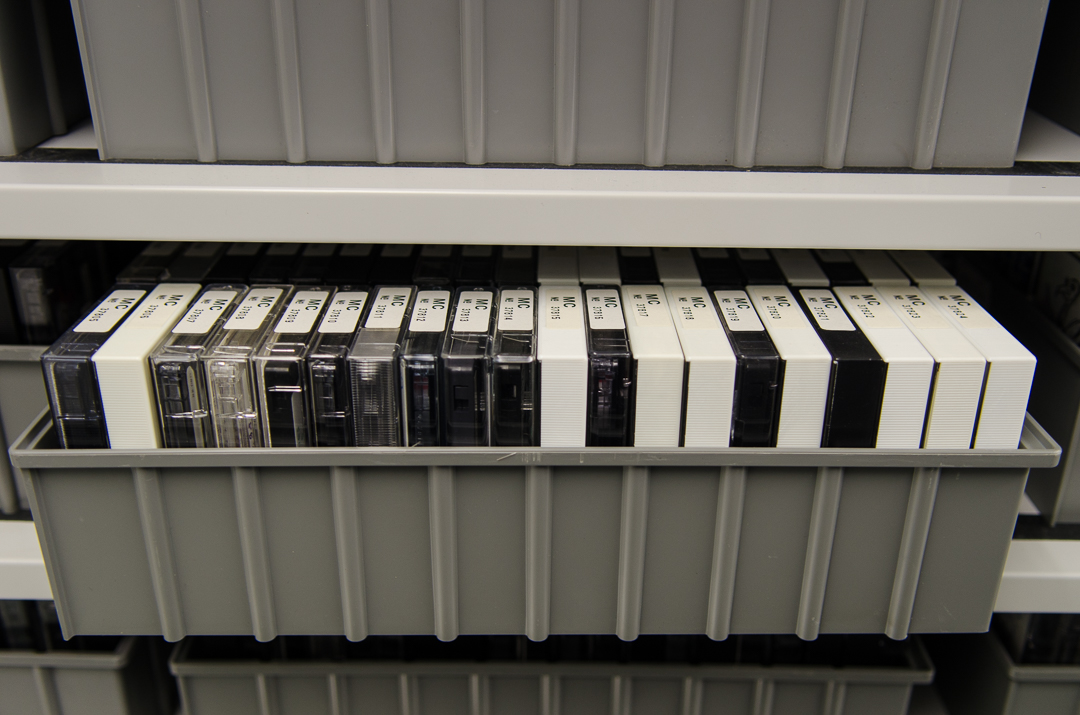
Musikkassetten
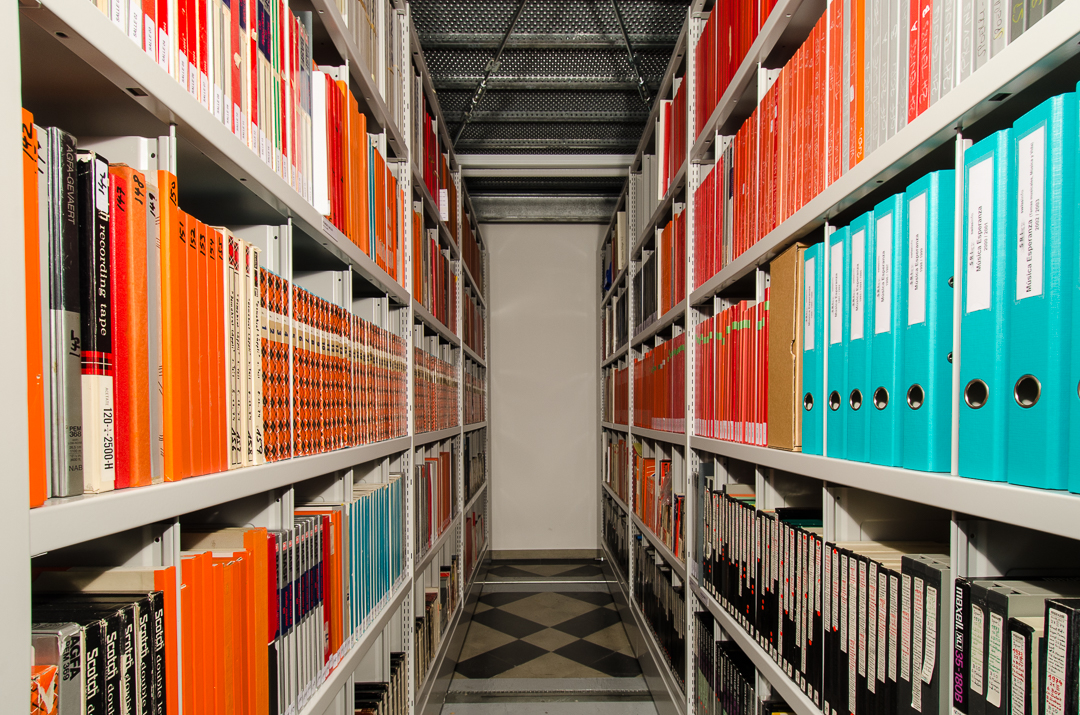
Tonbänder (links)

Unter den 2016 erworbenen Beständen und Sammlungen sind die des Dirigenten Théo Loosli, des Chansonniers Pierre Dudan und des Aufnahmestudios Lorelei. 2017 erwarb die Nationalphonothek, unter anderen, die Nachlässe des Dirigenten Josef Krips und der Sängerin Caterina Valente sowie einen grossen Teil des Archivs des Schaffhauser Jazzfestivals; 2018 erhielt sie das Tonarchiv der Tonhalle Zürich, die Sammlung von George Mathys zum Jazz in der Romandie und die Sammlung sämtlicher bisheriger Aufnahmen des Festivals Stubete am See in Zürich, das der Schweizer Volksmusik gewidmet ist.

## Dienstleistungen

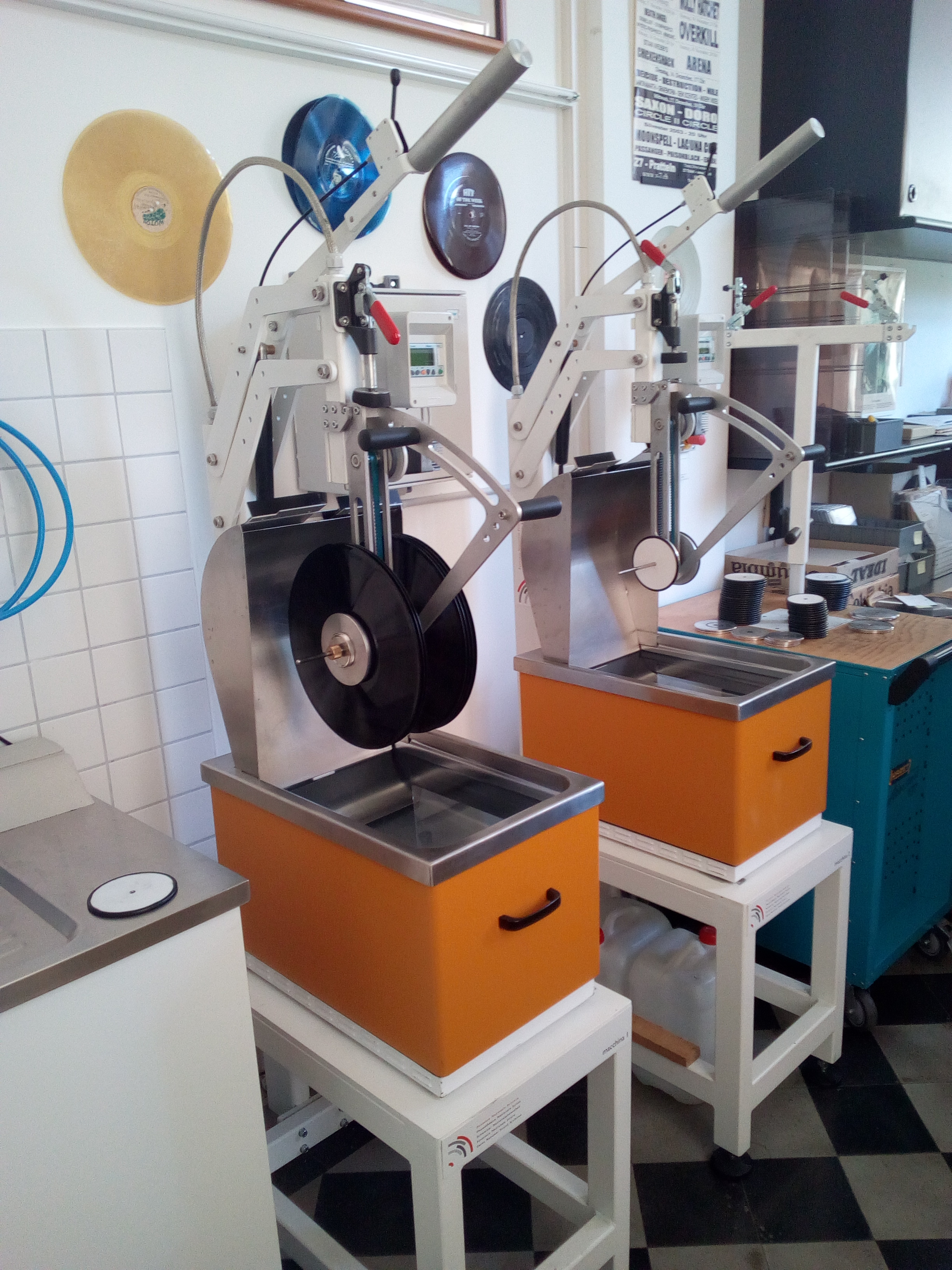
Geräte zur Reinigung von Schallplatten

Die Tondokumente werden digitalisiert und in der eigens von der Firma Revelation Software entwickelten Datenbank FN-Base32 katalogisiert. Die Größe dieser Datenbank umfasst über 40 Terabyte.
Auf der Webseite gibt es die Möglichkeit, diese Datenbank nach Audiodateien zu durchsuchen und sich diese anzuhören. Ein Kopieren der Dateien ist gegen Bezahlung zu privaten Zwecken und auf Anfrage auch zu professionellen Zwecken möglich.
Eine weitere Möglichkeit ist, eine der ca. 50 audiovisuellen Stationen zu besuchen, welche sich in der Schweiz und in Italien befinden.
Neben diesen Zugangsservices bietet die Schweizerische Nationalphonothek auch Dienste rund um die Archivierung wie z. B. die Restauration an.